# Functus officio
Functus officio en Latín significa "cumplido el cometido' o 'habiendo cumplido su labor'. Es un término legal usado para indicar que un empleado oficial del estado, una corte, una institución gubernamental o un estatuto deja sus funciones como autoridad legal porque sus tareas y funciones ya han sido cumplidas.
El término es usado comúnmente por una corte superior para anular o revertir todo o parte de un veredicto de un tribunal menor. Por ejemplo si la Corte Suprema de Justicia decide que una ley se ajusta a la constitución del estado, la corte no puede soslayarla dado que la constitución en ese caso ordena functus officio para ese caso.